# Avril 1767
Cette page présente les faits marquants du mois d'avril 1767.

## Événements
- 7 avril : les troupes birmanes s’emparent d’Ayutthaya, capitale du Siam et détruisent la ville[1]. Celle-ci est reprise par le général siamois Taksin le 7 novembre.